# Lambach
Lambach és un municipi francès, situat al departament del Mosel·la i a la regió del Gran Est. L'any 2007 tenia 546 habitants.

## Demografia

### Població
El 2007 la població de fet de Lambach era de 546 persones. Hi havia 204 famílies, de les quals 40 eren unipersonals (20 homes vivint sols i 20 dones vivint soles), 68 parelles sense fills, 76 parelles amb fills i 20 famílies monoparentals amb fills.
La població ha evolucionat segons el següent gràfic:
Habitants censats

### Habitatges
El 2007 hi havia 249 habitatges, 207 eren l'habitatge principal de la família, 17 eren segones residències i 25 estaven desocupats. 234 eren cases i 14 eren apartaments. Dels 207 habitatges principals, 183 estaven ocupats pels seus propietaris, 17 estaven llogats i ocupats pels llogaters i 7 estaven cedits a títol gratuït; 1 tenia una cambra, 6 en tenien dues, 19 en tenien tres, 48 en tenien quatre i 132 en tenien cinc o més. 178 habitatges disposaven pel capbaix d'una plaça de pàrquing. A 76 habitatges hi havia un automòbil i a 112 n'hi havia dos o més.

### Piràmide de població
La piràmide de població per edats i sexe el 2009 era:
| Homes | Edats   | Dones |
| ----- | ------- | ----- |
| 0     | 95 o +  | 0     |
| 0     | 90 a 94 | 0     |
| 8     | 85 a 89 | 4     |
| 4     | 80 a 84 | 12    |
| 0     | 75 a 79 | 12    |
| 8     | 70 a 74 | 16    |
| 16    | 65 a 69 | 4     |
| 12    | 60 a 64 | 20    |
| 20    | 55 a 59 | 16    |
| 8     | 50 a 54 | 12    |
| 20    | 45 a 49 | 20    |
| 28    | 40 a 44 | 16    |
| 24    | 35 a 39 | 32    |
| 32    | 30 a 34 | 20    |
| 24    | 25 a 29 | 24    |
| 24    | 20 a 24 | 20    |
| 16    | 15 a 19 | 12    |
| 20    | 10 a 14 | 24    |
| 24    | 5 a 9   | 8     |
| 8     | 0 a 4   | 4     |

## Economia
El 2007 la població en edat de treballar era de 364 persones, 260 eren actives i 104 eren inactives. De les 260 persones actives 240 estaven ocupades (147 homes i 93 dones) i 20 estaven aturades (7 homes i 13 dones). De les 104 persones inactives 23 estaven jubilades, 32 estaven estudiant i 49 estaven classificades com a «altres inactius».

### Ingressos
El 2009 a Lambach hi havia 211 unitats fiscals que integraven 541 persones, la mediana anual d'ingressos fiscals per persona era de 16.652 €.

### Activitats econòmiques
Dels 10 establiments que hi havia el 2007, 1 era d'una empresa alimentària, 2 d'empreses de fabricació d'altres productes industrials, 4 d'empreses de construcció, 1 d'una empresa de comerç i reparació d'automòbils, 1 d'una empresa d'hostatgeria i restauració i 1 d'una empresa classificada com a «altres activitats de serveis».
Dels 7 establiments de servei als particulars que hi havia el 2009, 1 era un taller de reparació d'automòbils i de material agrícola, 3 paletes, 1 lampisteria, 1 perruqueria i 1 restaurant.
L'únic establiment comercial que hi havia el 2009 era una fleca.
L'any 2000 a Lambach hi havia 3 explotacions agrícoles.

## Equipaments sanitaris i escolars
El 2009 hi havia 1 escola maternal i 1 escola elemental.

## Poblacions més properes
El següent diagrama mostra les poblacions més properes.